# Depresión de Sechura
La Depresión de Sechura, también conocida como Depresión de Bayóvar, es una zona de tierras bajas situada en el noroeste del Perú en la provincia de Sechura, perteneciente al departamento de Piura. Se encuentra encerrada por los paralelos 6° y 6°10′ de latitud sur y los meridianos 80°40′ y 80°55′ de latitud oeste. Su punto más bajo está a 34 metros bajo el nivel del mar, lo que la convierte no sólo en la mayor depresión del Perú, sino también de América Latina y del Hemisferio Sur, luego de las depresiones de Gran Bajo del Gualicho y Gran Bajo de San Julián, en Argentina. Este punto se localiza a 60 km al sur de la ciudad de Sechura y aproximadamente 40 km del puerto de Bayóvar.
La Depresión de Bayóvar es ocasionalmente llenada con las aguas desbordadas de los ríos Motupe y La Leche, por ejemplo durante el fenómeno conocido como «El Niño» en los años 1925, 1983, 1997 y 1998, formando la laguna de La Niña. En la actualidad está seca y constituye una salina. La depresión rica en depósitos de fosfatos y otros minerales, es explotada desde los tiempos prehispánicos y en la actualidad se ha cedido en concesión a una empresa extranjera para su administración y explotación.